# Khaya senegalensis
Caïlcédrat, Acajou du Sénégal
Espèce
Classification APG III (2009)
Statut de conservation UICN

 VU A1cd : Vulnérable
Khaya senegalensis, dénommé couramment caïlcédrat est une espèce de plantes à fleurs de la famille des Meliaceae. C'est un arbre  qui est également appelé « acajou du Sénégal » ou « caïlcédrat ».

## Répartition
Il se trouve au Bénin, au Burkina Faso, au Cameroun, en République centrafricaine, au Tchad, en Côte d'Ivoire, au Gabon, en Gambie, au Ghana, en Guinée, en Guinée-Bissau, au Mali, au Niger, au Nigeria, au Sénégal, en Sierra Leone, au Soudan, au Togo, et en Ouganda. En Afrique de l'Ouest il se reproduit naturellement dans les forêts galeries, mais on le trouve le plus souvent comme arbre d'ombrage dans les vieilles rues coloniales des villes africaines.
Khaya senegalensis est répertorié comme "vulnérable" sur la liste rouge de l'UICN, mais est considéré comme envahissant en Australie occidentale.

## Description

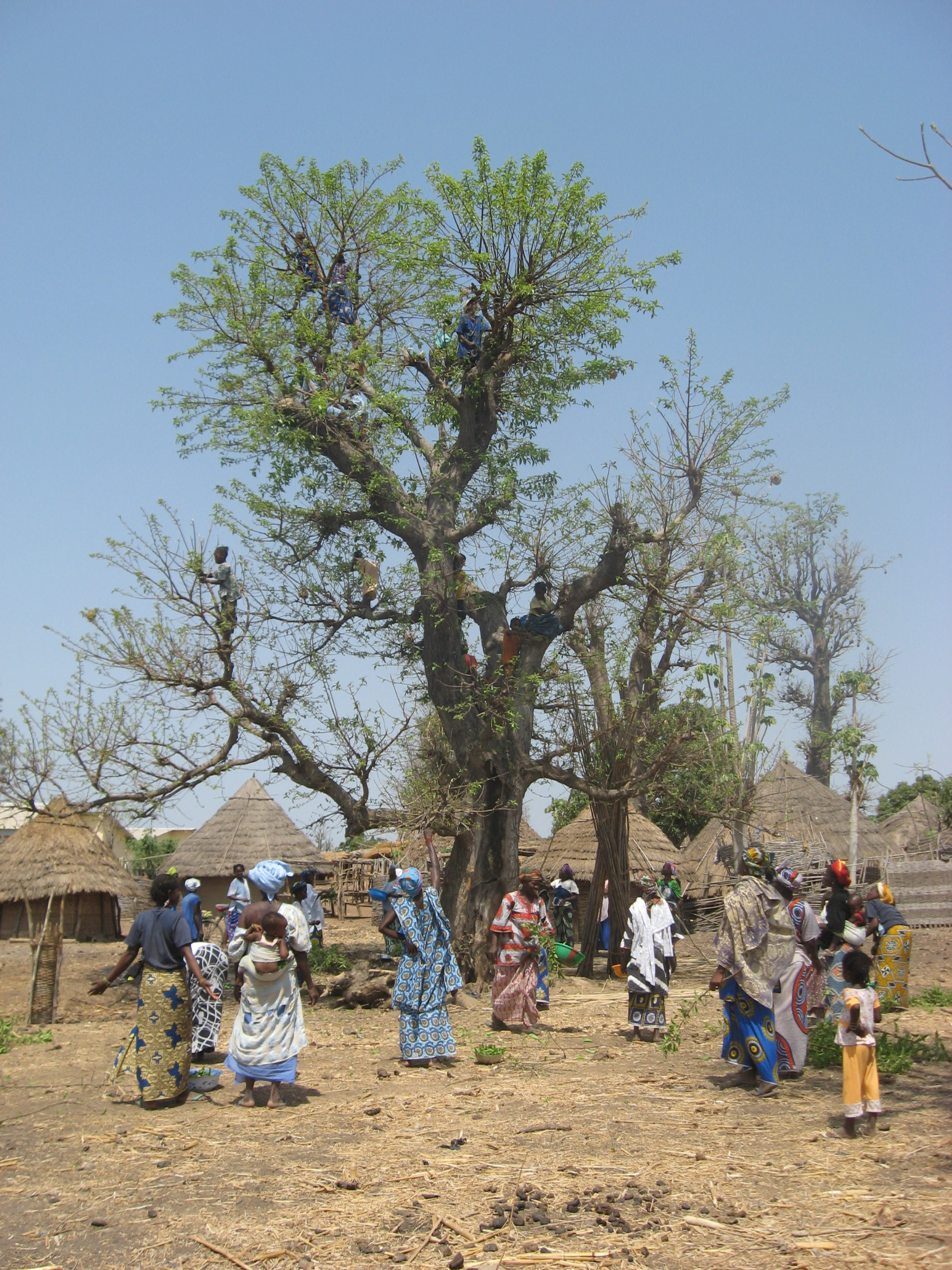
Caïlcédrat à Thiabédji, Sénégal.

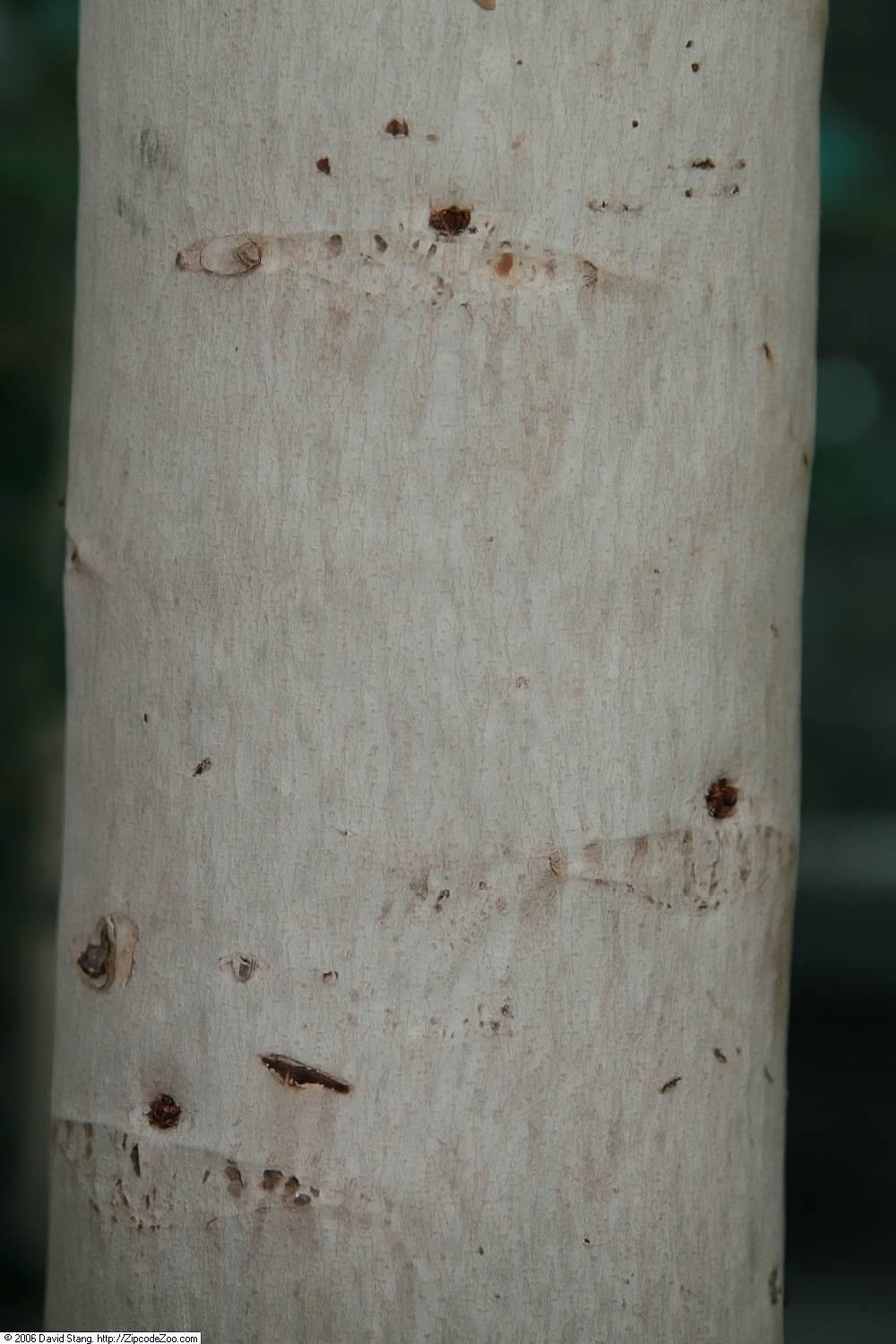
Écorce d'un jeune Khaya senegalensis

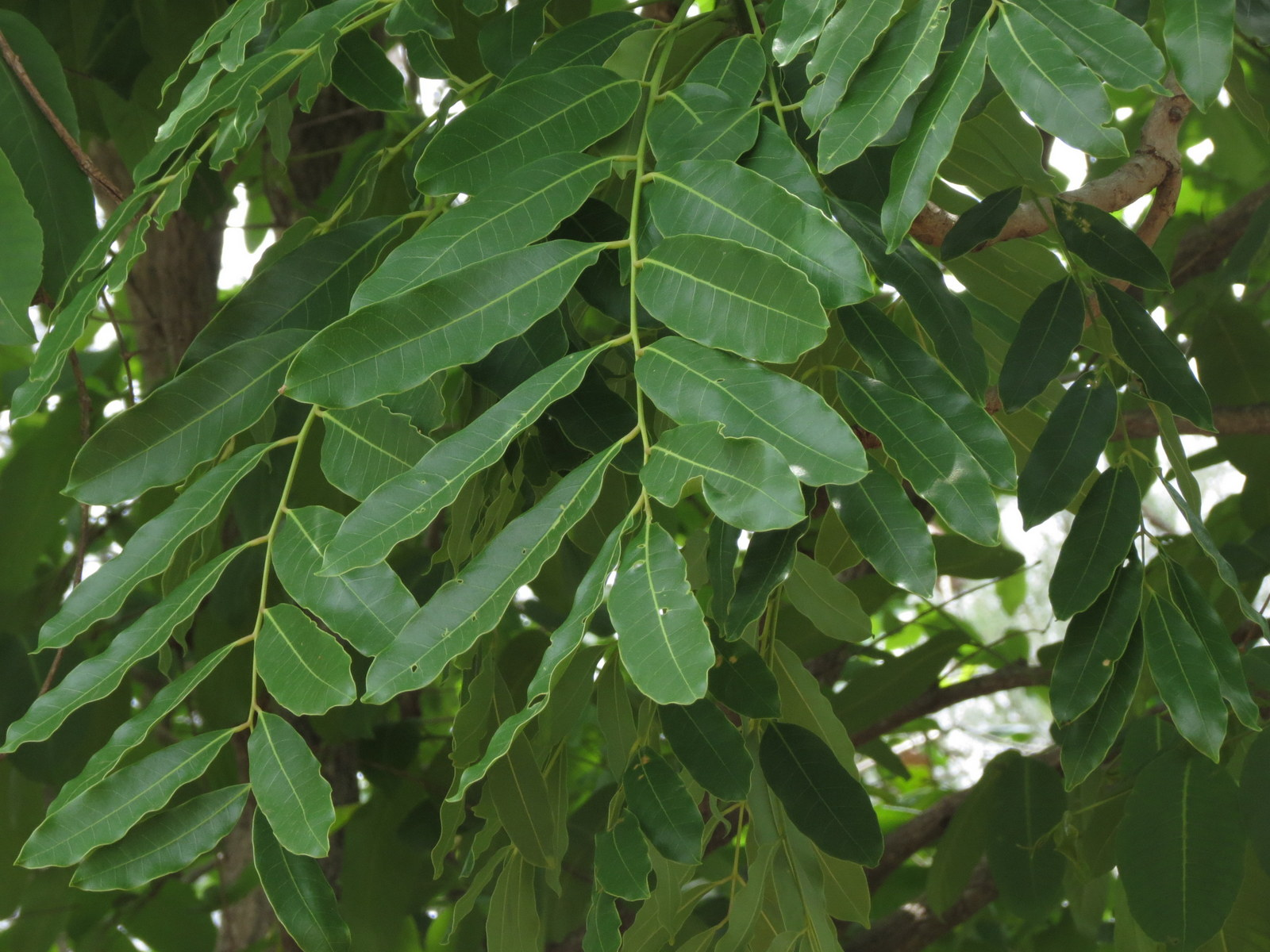
Feuillage.

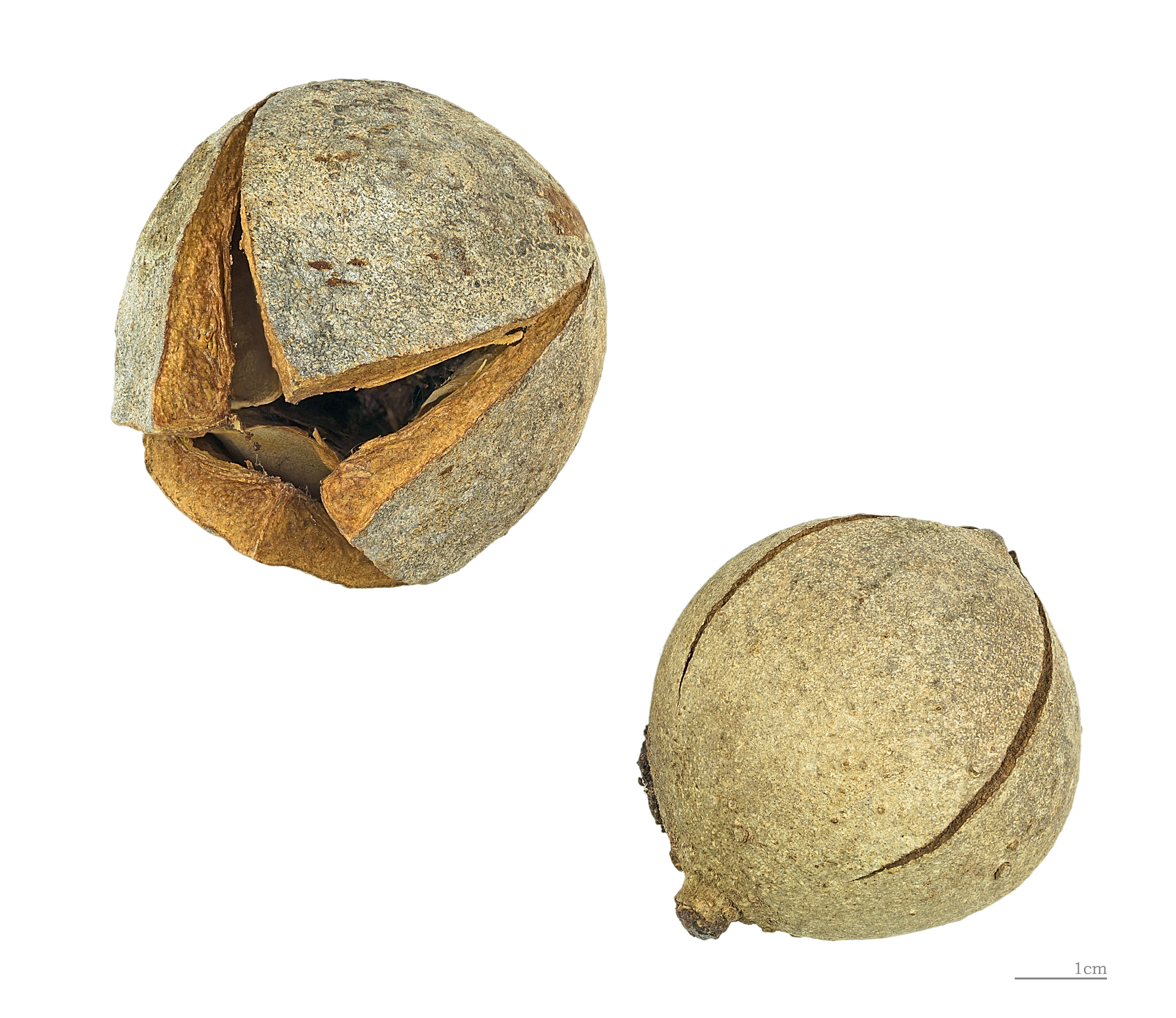
Fruits.

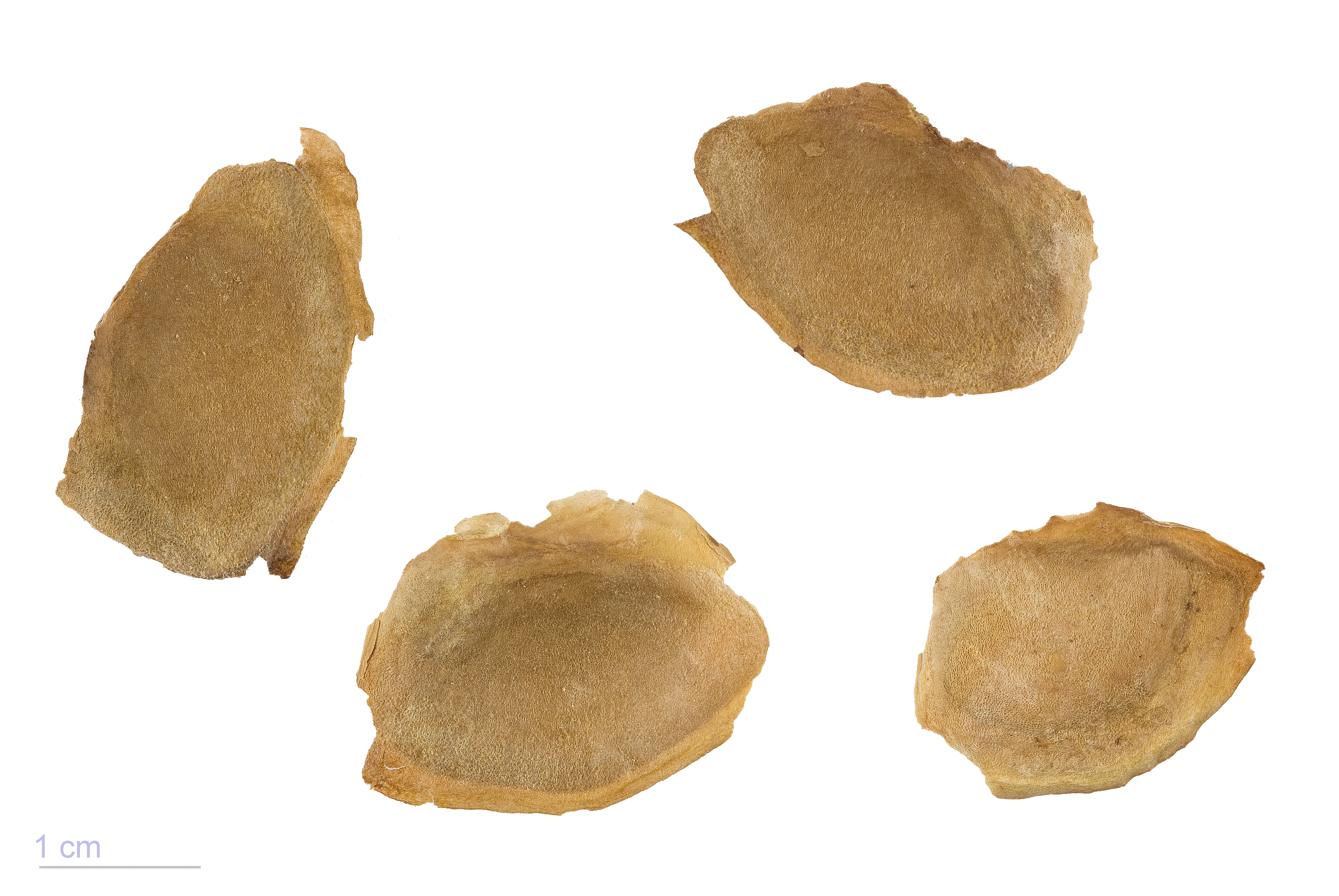
Graines.

Les caïlcédrats sont de grands arbres pouvant atteindre 30 à 35 mètres de haut, avec un fût court et trapu qui peut avoir jusqu'à 2 mètres de diamètre. Leur écorce est grise et lisse dans les premières années puis devient écaillée.
Les feuilles sont composées pennées, avec 4 à 6 paires de folioles oblongues de 10 cm sur 4 à 5 cm à la pointe arrondie.
La floraison survient à la fin de la saison sèche ou au début de la saison des pluies. Les fleurs sont pollinisées par des insectes tels que les abeilles et les papillons de nuit. Les fruits mûrissent 3–5 mois après la floraison. Les arbres commencent à produire des graines après 20–25 ans.
Le fruit est une capsule ligneuse érigée, presque globuleuse, de 4–6 cm de diamètre, gris pâle à brun grisâtre, déhiscente par 4 valves, contenant de nombreuses graines discoïdes ou quadrangulaires, fortement aplaties, d’environ 2 cm × 2,5 cm, entourées d’une aile étroite, brunes.

## Utilisations
Le bois est utilisé à diverses fins. L'arbre est utilisé en menuiserie, pour faire des pirogues, des instruments ménagers, le djembé et du bois de chauffe.
L'écorce au goût amer est utilisée comme plante médicinale; il est pris contre la fièvre causée par le paludisme, les maux d'estomac et les maux de tête. Il est appliqué en usage externe pour soigner les éruptions cutanées et les plaies. Il a été exporté d'Afrique occidentale (Gambie) vers l'Europe depuis la première moitié du XIXe siècle et a été lourdement exploité pour son bois d'oeuvre. Il est maintenant utilisé plus localement et est planté de manière ornementale comme arbre au bord de la route. 
En dehors de l'Afrique, c'est par les administrations coloniales et comme arbre d'alignement qu'il a été répandu. Il a ainsi été introduit par les Anglais en Australie du Nord, et par les Français en Indochine où il constitue par exemple une des essences principales des rues de Hanoï, au Viêt Nam. Il a également été introduit en Nouvelle-Calédonie, en zone urbaine uniquement.
Les graines de la plante ont une teneur en huile de 52,5% composée de 65% d'acide oléique, 21% d'acide palmitique, 10% d'acide stéarique et de 4% d'autres composés acides.